# 농업협동조합

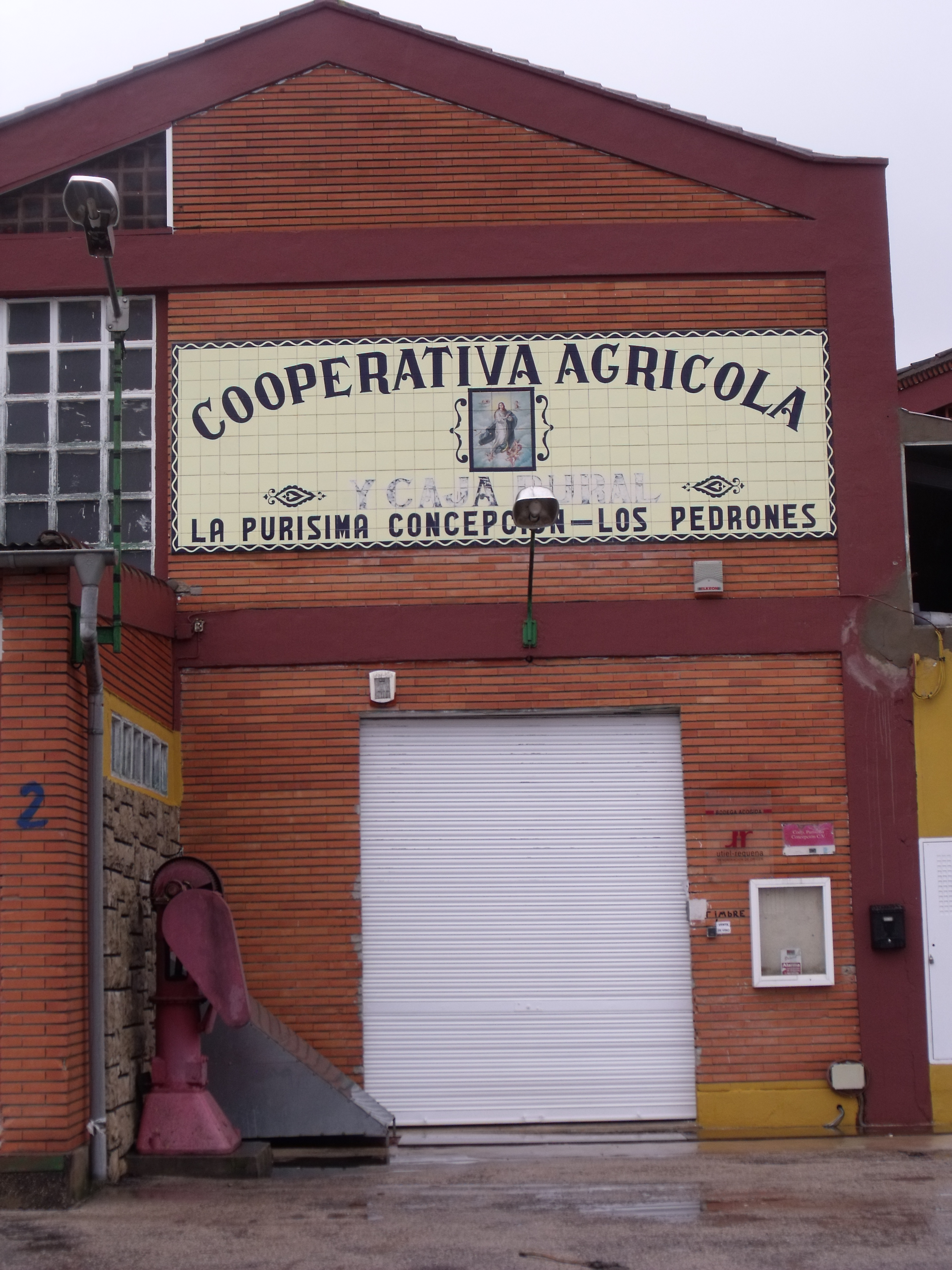

농업협동조합(農業協同組合, Agricultural cooperative)은 농민을 중심으로 조직된 협동조합이다.

## 국가별 현황
- 농업협동조합 (대한민국)
- 농업협동조합 (일본)

태국은 유일하게 농업협동조합이 태국 정부부처에 포함된다.
- 태국 농업협동조합부